# Теорема Фари — Милнора о повороте узла
Теоре́ма Фа́ри — Ми́лнора утверждает что вариация поворота любого узла превышает {\displaystyle 4{\cdot }\pi }.

## История
Вопрос был сформулирован Каролем Борсуком и доказан независимо тремя математиками: Иштваном Фари, Хайнцем Хопфом в 1949 году и Джоном Милнором в 1950 году.
Хайнц Хопф не опубликовал своё доказательство.
Об этом доказательстве говорит замечание добавленное Иштваном Фари к гранкам своей статьи.
В нём говорится, что Хопф использовал работу Эрики Панвиц о существовании прямой, пересекающей узел в четырёх точках.

## Формулировка
Пусть {\displaystyle K} — узел в трёхмерном евклидовом пространстве.
Если вариация поворота {\displaystyle K} не превосходит {\displaystyle 4{\cdot }\pi }, то узел {\displaystyle K} — тривиальный.
В частности, если {\displaystyle K} — гладкий узел, и {\displaystyle k=k(p)} — его кривизна в точке {\displaystyle p}, то неравенство
{\displaystyle \int \limits _{\ p\in K}k(p)\leqslant 4{\cdot }\pi }
влечёт, что узел {\displaystyle K} — тривиальный.

## О доказательствах
Доказательство Милнора основано на варианте формулы Крофтона для вариации поворота кривой и простом факте, что проекция узла на любую прямую имеет хотя бы 4 точки поворота.
Доказательство Фари более сложное, оно также использует аналог формулы Крофтона для вариации поворота кривой и нетривиальный факт что вариация поворота проекции узла на любую плоскость не меньше {\displaystyle 4\pi }.
Доказательство Александер и Бишопа более элементарно, оно не использует формулы Крофтона и основывается на многократном использовании факта, что вариация поворота вписанной ломаной не превосходит вариации поворота кривой. 
Другое доказательство основано на существовании альтернированной четырёхкратной секущей. 
То есть для любого узла можно найти прямую, пересекающую его в четырёх токах {\displaystyle a,b,c,d}, которые появляются на прямой в том же порядке, а на кривой в порядке {\displaystyle a,c,b,d}.
По всей видимости, это и есть доказательство, найденное, но не опубликованное Хайнцем Хопфом.
Также есть доказательство, основанное на использовании минимальных поверхностей, оно опирается на тот факт, что если поворот кривой не превосходит {\displaystyle 4\pi }, то диск с границей на кривой, минимизирующий площадь, является вложенным.

## Вариации и обобщения
- Верно также, что любая замкнутая простая кривая в CAT(0)-пространстве с вариацией поворота меньше чем {\displaystyle 4\pi } ограничивает вложенный диск[3].